# DIN 18196
Die DIN 18196 regelt das in Deutschland gebräuchliche Klassifizierungssystem von Böden für bautechnische Zwecke nach der Korngröße und anderen Eigenschaften. „Böden“ steht hierbei nicht nur für Böden im Sinne der Bodenkunde, sondern schließt auch nicht pedogenetisch beeinflusste, unverfestigte, oberflächennah anstehende Lockersedimente mit ein. Die aktuelle Ausgabe der DIN 18196 ist von 2023, sie klassifiziert ähnlich der DIN 4022 die verschiedenen Böden in einem hierarchischen System.

## Klassifikation
Die Norm trifft die in der nachfolgenden Tabelle dargestellte Klassifikation. Die in der Norm zusätzlich aufgeführten Erkennungsmerkmale und Beispiele werden in dieser Auflistung nicht wiedergegeben.
| Hauptgruppe            | Korngrößenanteil ≤ 0,063 mm | Korngrößenanteil > 2,0 mm | Gruppe (allgemein)         | Gruppe (detailliert)                                              | Kurzzeichen Gruppensymbol |
| ---------------------- | --------------------------- | ------------------------- | -------------------------- | ----------------------------------------------------------------- | ------------------------- |
| Grobkörniger Boden     | ≤ 5                         | > 40                      | Kies                       | Enggestufte Kiese                                                 | GE                        |
| Grobkörniger Boden     | ≤ 5                         | > 40                      | Kies                       | Weitgestufte Kies-Sand-Gemische                                   | GW                        |
| Grobkörniger Boden     | ≤ 5                         | > 40                      | Kies                       | Intermittierend gestufte Kies-Sand-Gemische                       | GI                        |
| Grobkörniger Boden     | ≤ 5                         | ≤ 40                      | Sand                       | Enggestufte Sande                                                 | SE                        |
| Grobkörniger Boden     | ≤ 5                         | ≤ 40                      | Sand                       | Weitgestufte Sand-Kies-Gemische                                   | SW                        |
| Grobkörniger Boden     | ≤ 5                         | ≤ 40                      | Sand                       | Intermittierend gestufte Sand-Kies-Gemische                       | SI                        |
| Gemischtkörniger Boden | 5 bis 40                    | > 40                      | Kies-Schluff               | 5 bis 15 Gew.-% ≤ 0,063 mm                                        | GU                        |
| Gemischtkörniger Boden | 5 bis 40                    | > 40                      | Kies-Schluff               | 15 bis 40 Gew.-% ≤ 0,063 mm                                       | GU*                       |
| Gemischtkörniger Boden | 5 bis 40                    | > 40                      | Kies-Ton                   | 5 bis 15 Gew.-% ≤ 0,063 mm                                        | GT                        |
| Gemischtkörniger Boden | 5 bis 40                    | > 40                      | Kies-Ton                   | 15 bis 40 Gew.-% ≤ 0,063 mm                                       | GT*                       |
| Gemischtkörniger Boden | 5 bis 40                    | ≤ 40                      | Sand-Schluff               | 5 bis 15 Gew.-% ≤ 0,063 mm                                        | SU                        |
| Gemischtkörniger Boden | 5 bis 40                    | ≤ 40                      | Sand-Schluff               | 15 bis 40 Gew.-% ≤ 0,063 mm                                       | SU*                       |
| Gemischtkörniger Boden | 5 bis 40                    | ≤ 40                      | Sand-Ton                   | 5 bis 15 Gew.-% ≤ 0,063 mm                                        | ST                        |
| Gemischtkörniger Boden | 5 bis 40                    | ≤ 40                      | Sand-Ton                   | 15 bis 40 Gew.-% ≤ 0,063 mm                                       | ST*                       |
| Feinkörniger Boden     | > 40                        | –                         | Schluff                    | Leicht plastische Schluffe (WL ≤ 35)                              | UL                        |
| Feinkörniger Boden     | > 40                        | –                         | Schluff                    | Mittelplastische Schluffe (35 < WL ≤ 50)                          | UM                        |
| Feinkörniger Boden     | > 40                        | –                         | Schluff                    | Ausgeprägt plastische Schluffe (WL > 50)                          | UA                        |
| Feinkörniger Boden     | > 40                        | –                         | Ton                        | Leicht plastische Tone (WL ≤ 35)                                  | TL                        |
| Feinkörniger Boden     | > 40                        | –                         | Ton                        | Mittelplastische Tone (35 < WL ≤ 50)                              | TM                        |
| Feinkörniger Boden     | > 40                        | –                         | Ton                        | Ausgeprägt plastische Tone (WL > 50)                              | TA                        |
| Organogener Boden      | > 40                        | –                         | Nicht brenn- und schwelbar | Organogene Schluffe (35 < WL ≤ 50)                                | OU                        |
| Organogener Boden      | > 40                        | –                         | Nicht brenn- und schwelbar | Organogene Tone (WL > 50)                                         | OT                        |
| Organogener Boden      | ≤ 40                        | –                         | Nicht brenn- und schwelbar | Grob bis gemischtkörnige Böden mit humosen Beimengungen           | OH                        |
| Organogener Boden      | ≤ 40                        | –                         | Nicht brenn- und schwelbar | Grob bis gemischtkörnige Böden mit kalkigen, kieseligen Bildungen | OK                        |
| Organischer Boden      | –                           | –                         | Brenn- und schwelbar       | Nicht bis mäßig zersetzte Torfe                                   | HN                        |
| Organischer Boden      | –                           | –                         | Brenn- und schwelbar       | Zersetzte Torfe                                                   | HZ                        |
| Organischer Boden      | –                           | –                         | Brenn- und schwelbar       | Mudden (Faulschlamm)                                              | F                         |
| Auffüllung 1           | –                           | –                         | –                          | Auffüllung aus Fremdstoffen                                       | [ ]                       |

1 Eine Auffüllung ist eine unter menschlicher Einwirkung entstandene Schüttung aus natürlichen Böden und/oder Fremdstoffen.